# The Hoosiers
The Hoosiers (vroeger The Hoosier Complex) zijn een Engelse indiepopband uit Reading, Berkshire en Zweden. De bandleden zijn Irwin Sparkes (zang, gitaar), Martin Skarendahl (basgitaar) en Alan Sharland (drums). Hun eerste single Worried About Ray bereikte #5 in de UK Singles Chart in juli 2007. Hun tweede single Goodbye Mr A bereikte #4 in de UK in oktober. Op 22 oktober 2007 kwam hun debuutalbum The Trick to Life uit, welke positie #1 bereikte in de UK Albums Chart.
In Nederland is tot nu toe alleen Worried About Ray uitgebracht. Deze stond lange tijd op middelhoge posities in de Kink 40 en de Freak11.

## Discografie

### Albums
- The Trick To Life (2007)
- The Illusion of Safety (2010)
- The News from Nowhere (2014)
- Confidence (2023)

### Singles
- Worried About Ray (2007)
- Goodbye Mr A (2007)
- Worst Case Scenario (2008)
- Cops and Robbers (2008)
- Run Rabbit Run (2008)
- Choices (2010)
- Bumpy Ride (2010)

## Hitnotering
| Single met hitnotering(en) in de Vlaamse Ultratop 50 | Datum van verschijnen | Datum van binnenkomst | Hoogste positie | Aantal weken | Opmerkingen |
| ---------------------------------------------------- | --------------------- | --------------------- | --------------- | ------------ | ----------- |
| Worried About Ray                                    | 30-11-2007            | 19-04-2008            | tip18           | 3            |             |